# 金仏壇

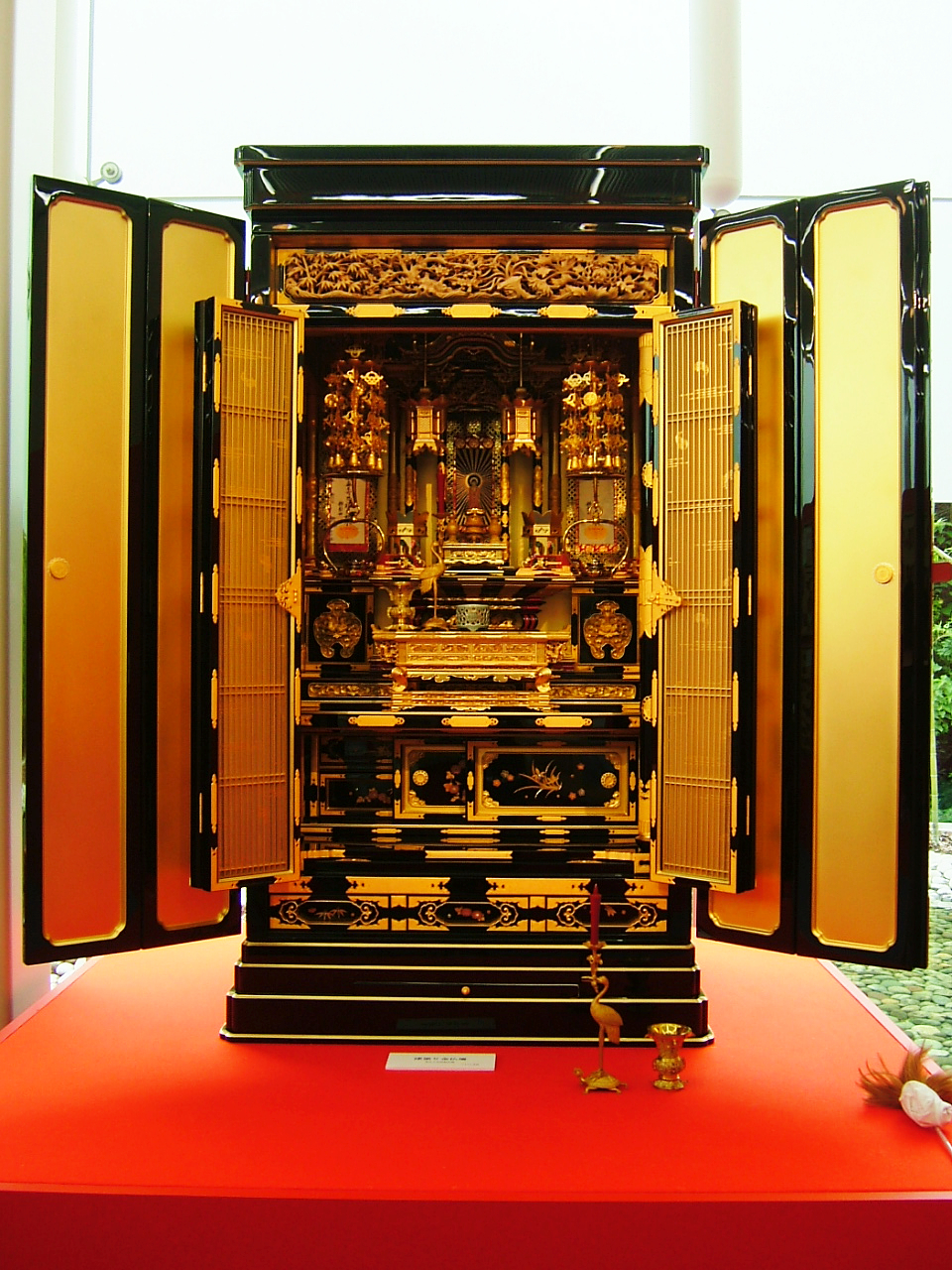
金仏壇の一例（真宗大谷派）

金仏壇（きんぶつだん）は仏壇の種類の1つ。白木に漆を塗り、金箔や金粉を施すことからこの名が付く。また「塗仏壇」ともいう。いずれも唐木仏壇に対する名称。
蒔絵、彫刻、錺金具などの日本古来の伝統工芸の技法が集約されており、技巧による豪華さが特徴。伝統的な金仏壇の内部は、各宗派の本山寺院の本堂（内陣）を模している。そのため、宗派により造作が異なる。
特に浄土真宗では、金仏壇が推奨される。
- 室町時代に、浄土真宗中興の祖である本願寺八世蓮如は、布教の際に阿弥陀如来の名号である「南無阿弥陀仏」を書き本尊として信徒に授け、授かった者は表装し、人々の集まる道場などにその掛軸を安置し、礼拝することを奨励した。その後、江戸時代初期以降、各地の道場の多くは本山から寺号を授与されて寺院化し、木像の本尊（阿弥陀如来立像）を安置していくが、一方で個別の信徒の家庭において、阿弥陀如来の名号あるいは絵像を本尊として授与される例が徐々に増加し、これを安置する仏壇（浄土真宗では、他宗における位牌を主体とした先祖壇的な仏壇と区別し、各家庭における阿弥陀如来の礼拝の施設であることを確認する意味で「お内佛」という語を用いる。）が置かれるようになった。これらが製作される際に、本山及び寺院の様式を模することが次第に一般化したことが、現在の金仏壇製作の淵源（えんげん）となった（ちなみに、浄土真宗の本山・寺院や仏壇（内仏）の荘厳に金箔や金粉が多く用いられるのは、所依の経典である「浄土三部経」に説かれる阿弥陀如来の浄土の荘厳を象徴的に示そうとすることに主たる理由があり、単に華麗さを誇るためのものではない）。以上の経緯により、浄土真宗では、仏壇・仏具の荘厳の作法が他宗に比べて厳格である。なお浄土真宗では、お内佛（仏壇）に安置する掛軸（本尊・九字名号・十字名号など）は、「手次寺」（菩提寺）を通して本山から授与されるのが正式である。

## 産地
- 山形仏壇
- 新潟・白根仏壇
- 三条仏壇
- 長岡仏壇
- 飯山仏壇
- 三河仏壇
- 名古屋仏壇
- 金沢仏壇
- 七尾仏壇
- 彦根仏壇
- 京仏壇（京都は京仏具も別途指定）
- 大阪仏壇
- 広島仏壇
- 八女福島仏壇
- 川辺仏壇

金仏壇で、経済産業大臣によって伝統的工芸品に指定されている産地は以上の15箇所。
その他、県知事によって伝統的工芸品産地に指定されている産地や、それに入らない産地も多い（小樽仏壇・秋田仏壇・小千谷仏壇・高岡仏壇・城端仏壇・美川仏壇・福井仏壇・三国仏壇・姫路仏壇・兵庫仏壇など）。昭和五十年代に入ると分業化から、工場集約型の製造体制が登場。年間10,000本以上製造する大型産地が登場し、全国に販路を伸ばす。川辺・彦根・大阪・名古屋・秋田など。平成に入り、中国・ベトナム・での金仏壇製造が始まる。コスト面で競争力のある外国製の金仏壇は製造本数を伸ばし、全国の販売本数の約70%にも上る。現在では中国（上海）が最大の金仏壇産地となっている。また彫刻などの製造工程の一部が外国で行われる場合もある。伝統産地では厳しい現状だが、依然製造は行われており高級品を中心に製造されている。

## 製造工程
各産地によって異なるが、木地、塗り、金箔押しの他、各産地で工程が細分化されており、それぞれに専門の職人が存在する。一枚の板から仏壇ができるまで約3ヶ月を要する。高度に専門化された職人の技が継承され続けることにより、金仏壇は工芸品としての付加価値が高く、結果として経済産業省認定の伝統的工芸品に指定される産地を生み出した。

### 木地
まず始めに仏壇の木地（きじ）を造り、仮組みをおこなう。素材には、檜・松・欅・杉、部分的に合板・ボードが用いられる。木地製作の際、漆を塗った特の厚みを計算に入れて製作する（仮組みをした木地の引き出しなどには、漆の厚み分のすき間がある）。木地を製作する職人を「木地師」というが、宮殿（くうでん）部を製作する「宮殿師」を分ける産地もある。

### 下地
塗面を整えるために、全ての部品をばらして下地塗りを施す。木の痩せ防止やヤニ止め、漆の密着度を高めるために行われる。仕上がりに影響を与える重要な工程である。伝統技法では膠地・砥の粉地・堅地がある。現在多くはポリエステル系及び、ポリウレタン系樹脂塗料が用いられる。

### 漆塗り
伝統的には、天然漆が使われてきた。現在ではその他に代用漆として、カシューやエポキシなどの化学塗料も使われる。天然漆では刷け塗りがされる。代用漆は吹付けが可能なため省力化が可能であり、仏壇の量産化に大きく貢献した。ちなみに代用漆では漆かぶれがない。天然漆は室（むろ）で乾燥させる。漆の乾燥には湿度と温度が必要である。摂氏25～30度、湿度約80%に保ち、約2日掛けて乾燥させる。カシューなどの代用漆はこうした細かい調整は必要ない。漆を塗って研ぎ、また漆を塗るという工程を数回繰り返す。高級品ほどその回数が増えていく。

### 金箔・金粉
金箔は、一号色から四号色まで広く使われる。最も一般的なのは四号色である。金沢とその周辺地域で作られたものが出回っている。なお、海外製の金仏壇でも金箔は金沢のものが使われている。金箔を貼る際には接着剤として漆を用いるが、その拭き取りかげんで金箔の輝きが違ってくる。漆を多く拭き取るとピカピカと光る。これを光り仕上げという。対して漆のふき取り量を少なくすると落ち着いた光になる。これを消し仕上げと言う。以前は光り仕上げが多かったが、近年では消し仕上げの方が品良く見えるため、消し仕上げが主流になっている。金箔は金を薄く延ばしたものであるが、金粉は蒔くために金箔に比べて同じ面積あたりの使用量（3～4倍）が多くなる。そのため、重厚な印象に仕上がるが価格も上がる。金粉は金箔製造工程で出る金箔あまりを加工したものが用いられることが多い。

### 蒔絵
伝統的には高蒔絵・平蒔絵・研出蒔絵がある。絵漆を蒔絵専用の筆に取り文様を描く。螺鈿細工・沈金も用いられる。最近はシルクスクリーン印刷も行われる。

### 彫刻
何十という種類の鑿（のみ）を使い分けて彫り上げる。欄間や障子の腰、柱飾りなど一つの仏壇でも多くの箇所施される。彫刻は海外（中国等）で製作される比率のもっとも高い部分であり、9割以上は海外製品である。安価品にはプラスチック製が使われるが、同じ形のものを量産しなければ採算が取れないため、現在は同じ商品を沢山製作する海外製の一部に見られる。

### 金具
補強や装飾の意味で用いられる。伝統的には鏨（たがね）を使った手打ち金具であるが、現在多くはプレス・電気鋳造・NCなどである。素材は銅・真鍮・アルミ・鉄や樹脂製のものもある。

## 形状
名称は、各産地によりことなる。
仏壇には扉が付いている。寺院の山門を見立てたものと言われる。また寺院の本堂において内陣との境には「巻障子」がある。そのため、仏壇の扉の内側も障子が付く。仏壇内部は基本的に三段になっており、最上段の中央の檀を「須弥壇」（しゅみだん）と呼ぶ。須弥山をかたどったものとされる。須弥壇の上は「宮殿（くうでん）」と呼ばれ、本尊（絵像・木像）をまつる。各宗派の本山寺院の内陣を模して造られるため、宗派によりつくりが異なる。その左右には、名号（掛軸）や祖師・脇侍（浄土真宗では、脇侍はまつらない。）をまつる。須弥壇を含めた最上段には高欄が付く。その下の段に位牌（浄土真宗では、用いない。）を置く。位牌が複数ある場合は、向かって右・左・右と交互に並べる。浄土真宗では、位牌では無く、法名軸を左右側面に掛ける。仏壇側面に綱が結わえてある仏壇がある。これは火事や水害の際に、家の中で一番大切なものである仏壇を背負って逃げることが出来るようにだと言われる。仏壇は上下2ないし3つに分かれるように出来ている。その本体は五十代で約40kg程で、大人の男性であれば背負う事が可能である。これは家が密集していて火事になると被害の広がりやすかった大阪や京都、水害の多かった川辺等の仏壇で見られる。ただし現在では装飾的な意味合いになっている。また、宮殿が取り外せる造りになっているものを「宮殿造」（くうでんづくり）と言う。これも火急の時に持って逃げられるように発案されたともいう。四方から見られるように作る必要があり、手間が掛かるので安価品では用いない。戦後、仏壇の左右両側面の上部に穴が開けられるようになった。これは燈篭の配線用のコードを通すためのものである。

### 宗派に依る違い
浄土真宗本願寺派（西本願寺）
一重破風屋根（宮殿）　金箔張りの柱（宮殿・外柱）　西本願寺の阿弥陀堂を模したもの
真宗大谷派（東本願寺）
二重瓦屋根（宮殿）　黒漆塗りの柱（宮殿・外柱）　黒柱は東本願寺の阿弥陀堂・二重屋根は御影堂（大師堂）を模したもの
※この他にも特徴があるが、地域差がある。

## サイズ表記
仏壇・仏具の寸法は尺貫法で表される。
仏壇の規模の表し方は、金仏壇では「代（だい）」という単位が用いられる。これは中に掛けられる掛軸の大きさのことを指しており、これが3幅掛けられるだけの内のりがあることを示す（例：50代…50代の掛軸が3枚掛けられるだけの内のりがある）その際の掛軸とは、浄土真宗の本山から取り寄せた掛軸を指す（浄土真宗では本山から取り寄せた掛軸を祀る）。（20代）・30代・50代・70代・100代・120代・150代・200代がある。浄土真宗各派でサイズは多少異なる。各産地により異なるが、具体的には50代で約1尺6寸（約48cm）、70代で約1尺8寸（約52cm）。あくまで内のりであるので、同じ50代でも外寸法は異なる。「代」という単位は浄土真宗に基づくものであり、金仏壇と浄土真宗の繋がりの強さを感じさせる。
これの他に唐木仏壇と同様に外寸寸法表記を用いる地域も多い。戸幅の外寸寸法が用いられる。戸幅とは、扉を閉めた時の扉部分の全体幅である。43-20と言えば、高さが4尺3寸（約130cm）で戸幅2尺（約60cm）である。土地柄によっては戸幅が先で高さが後に表される所もある。あくまで戸幅であるので、同じ43-20でも全体幅・奥行きは異なる。また、ただ20号という場合もある。20号（幅2尺：約60cm、七十代に相当する）。

## 塗替え・洗濯
年数が経ち、煤けたり金箔が剥げたりした仏壇を再生することができる。それを仏壇の洗濯または塗替えと呼ぶ。仏壇を分解し、木地修復をする。その後、改めて塗装や金箔を施す。仏壇を製作する時と同じ工程の手間を掛けるので、1ヶ月半以上の時間が掛かると共に、海外製の安い仏壇を新しく購入する位の値段が掛かる。なお、金仏壇は塗り替えができるように釘をなるべく使わずにほぞを組んで組み立てられている。近年のボードや合板を使用したものは再生ができないので注意が必要。洗浄（洗浄のみ）のパターンもある。